# Henlea ventriculosa
Henlea ventriculosa é uma espécie de anelídeo pertencente à família Enchytraeidae.
A autoridade científica da espécie é d'Udekem, tendo sido descrita no ano de 1854.
Trata-se de uma espécie presente no território português, incluindo a sua zona económica exclusiva.